# Троицкий монастырь (Севск)
Севский Свято-Троицкий мужской монастырь — православный монастырь в городе Севске Брянской области, основанный в начале XVI века. Из исторических зданий сохранились собор и каменная колокольня.

## История
Женский монастырь был основан на месте кладбищенской деревянной церкви города Севск. Кладбище, на котором она располагалась, называлось «татарское побоище» и было отделено от города рвом.
В начале XVII века монастырь был сожжён и возродился, по преданию, с принесением в него из Путивля в 1612 году «Молченской» Чудотворной иконы Божией Матери. Здесь селились монахини и когда старый храм в честь Рождества Пресвятой Богородицы уже не вмещал всех молящихся, был построен второй деревянный храм во имя Живоначальной Троицы. В XVIII веке в обители значились две небольшие деревянные церкви: Рождества Пресвятой Богородицы и Троицкая, а также деревянные кельи и колокольня с четырьмя колоколами.
Каменные здания в стиле казацкого барокко начали строить во второй половине XVIII века. В 1751 году игуменья Маргарита, будучи в Москве, собрала деньги на создание каменного собора вместо двух деревянных церквей. На первом этаже крестообразного собора была устроена тёплая Троицкая церковь (освящена в 1762 году), а на втором этаже — холодная «Рождество-Богородицкая». Затем появились высокая колокольня (с проявившимся сразу после строительства, из-за неравномерной осадки грунта, наклоном, поскольку была установлена на четырёх столбах с индивидуальными фундаментами) и каменная ограда с четырьмя башнями по углам.
В 1767 году в связи упразднением Трубчевского Ильинского девичьего монастыря сюда была переведена игуменья Евгения с сёстрами.
В 1830 году территория монастыря была значительно увеличена; старая ограда разобрана и в следующем году построена новая.
К середине XIX века в стенах Троицкого собора появились трещины и в 1868 году он был разобран до основания и началось строительство нового собора вместимостью две тысячи человек. Новый собор был освящён 10 октября 1872 года.
В декабре 1921 года решением советской власти Троицкий монастырь был закрыт. В бывшей монастырской церкви был открыт кинотеатр «Октябрь». После войны в храме размешался городской клуб, затем столовая и клуб училища механизации.
Настоятельницы монастыря упоминаются по монастырским актам с 1679 года; в истории монастыря запечатлены: Евдокия Акиндинова, игумения Варвара, игумения Маргарита I, игумения Маргарита II, игумения Александра, игумения Евпраксия, игумения Паисия. В 1835—1848 годах монастырём руководила игумения Магдалина I, жизнеописание которой было помещено в рукописный «Сборник житий», хранящийся в Оптиной пустыни. Затем, в 1848—1857 годах, послушание игумении Севского монастыря несла монахиня Магдалина II (в миру, Мария Ивановна Длотовская).

## Современность
Монашеская жизнь возобновилась 8 октября 2002 году указом патриарха Алексия II. Наместником обители был назначен игумен Варсонофий (Кириллов), скончавшийся 5 мая 2007 года от сердечного приступа. В 2011 году наместником монастыря был назначен игумен Алексий (Тюрин), ранее исполнявший послушание благочинного Свенского Успенского мужского монастыря.
От ансамбля монастыря сохранились лишь Троицкий собор, колокольня и разрушенном состоянии: южная часть монастырской ограды, юго-восточная башня и фундамент просфорни. Первый жилой корпус был построен в 2004 году, а дом священника — в 2009 году.